# Luisenstraße (München)
Die Luisenstraße ist eine 1,45 km lange Straße in der Münchner Maxvorstadt. Sie beginnt am nördlichen Ende des Bahnhofplatzes/Ecke Arnulfstraße und Prielmayerstraße, quert die Elisenstraße und verläuft dann in etwa nordnordöstlicher Richtung vorbei am Königsplatz, bis sie am Alten Nordfriedhof endet.

## Beschreibung
An der Luisenstraße liegen der Elisenhof (Luisenstraße 4), der Karl-Stützel-Platz mit der Skulptur Ring von Mauro Staccioli, der Alte Botanische Garten, das Städtische Luisengymnasium München, der Königsplatz, das Lenbachhaus, das Geologische Museum München, die TU München und der Alte Nordfriedhof.
Im Rhaetenhaus Luisenstraße 27 befindet sich seit Oktober 2022 das Restaurant Jan von Jan Hartwig.
An der Luisenstraße 7, 9/11, 22, 29, 33, 37a sowie 49 liegen Baudenkmäler, siehe: Liste der Baudenkmäler in der Maxvorstadt#L.

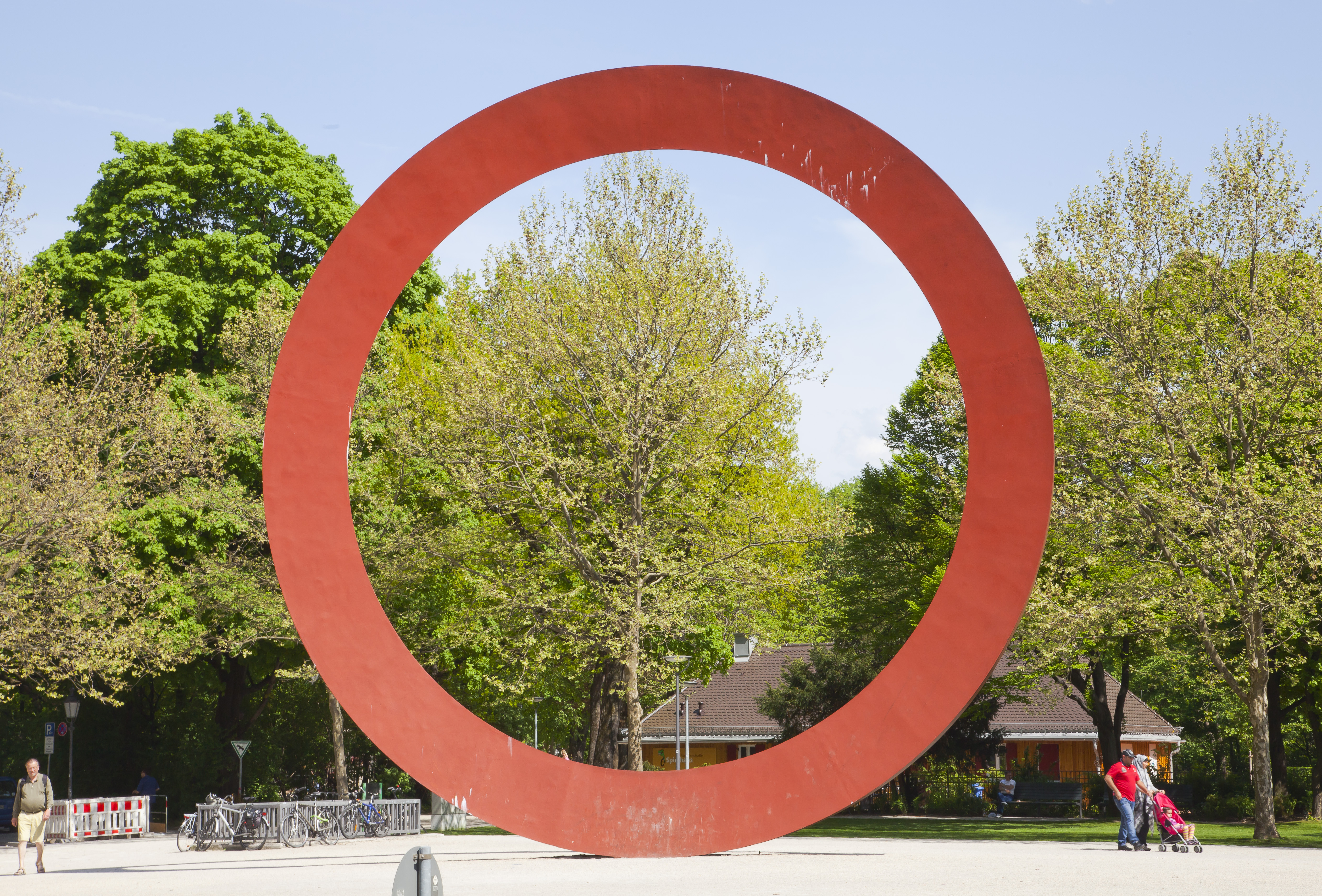
Skulptur Ring (1996) von Mauro Staccioli
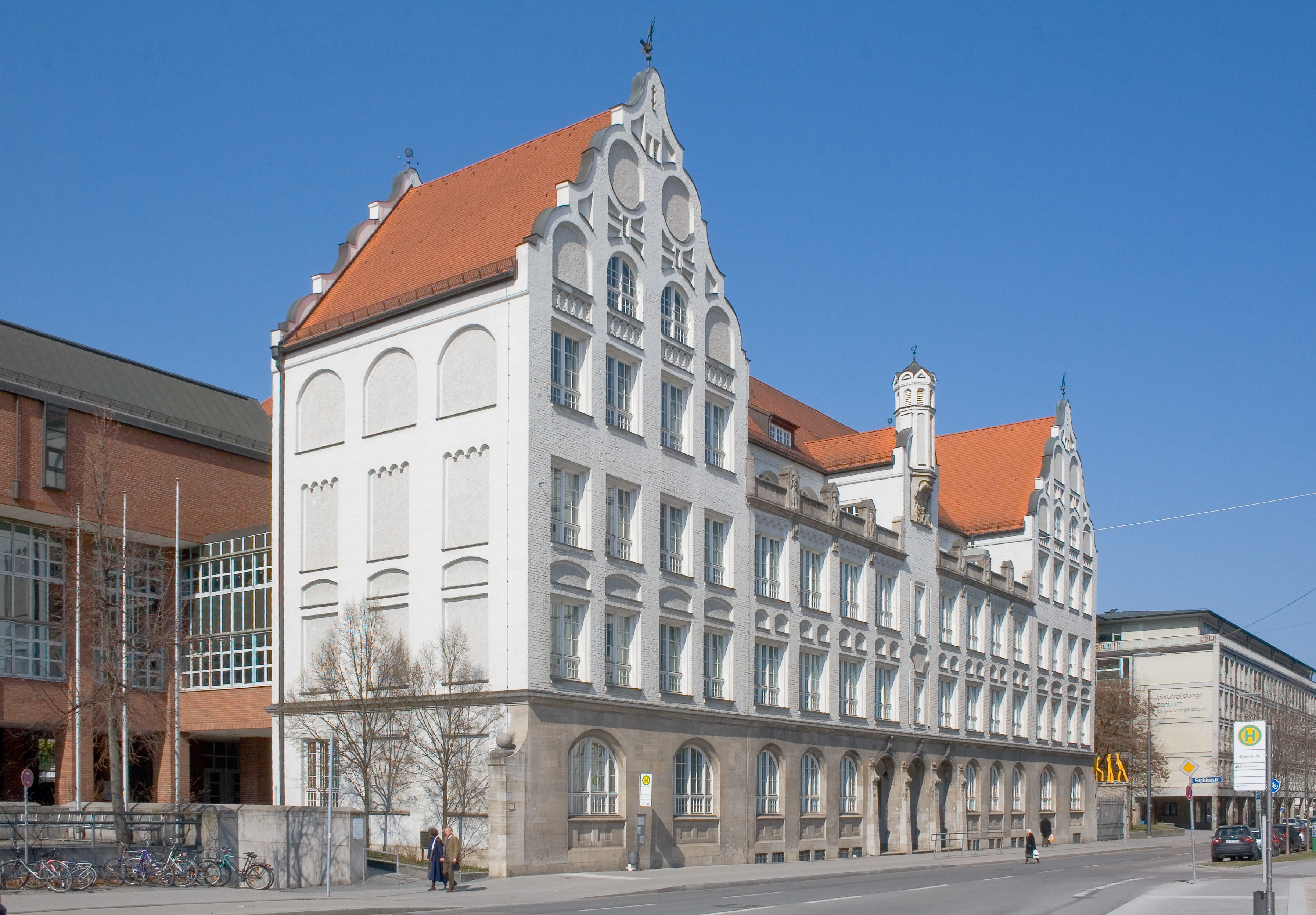
Luisengymnasium
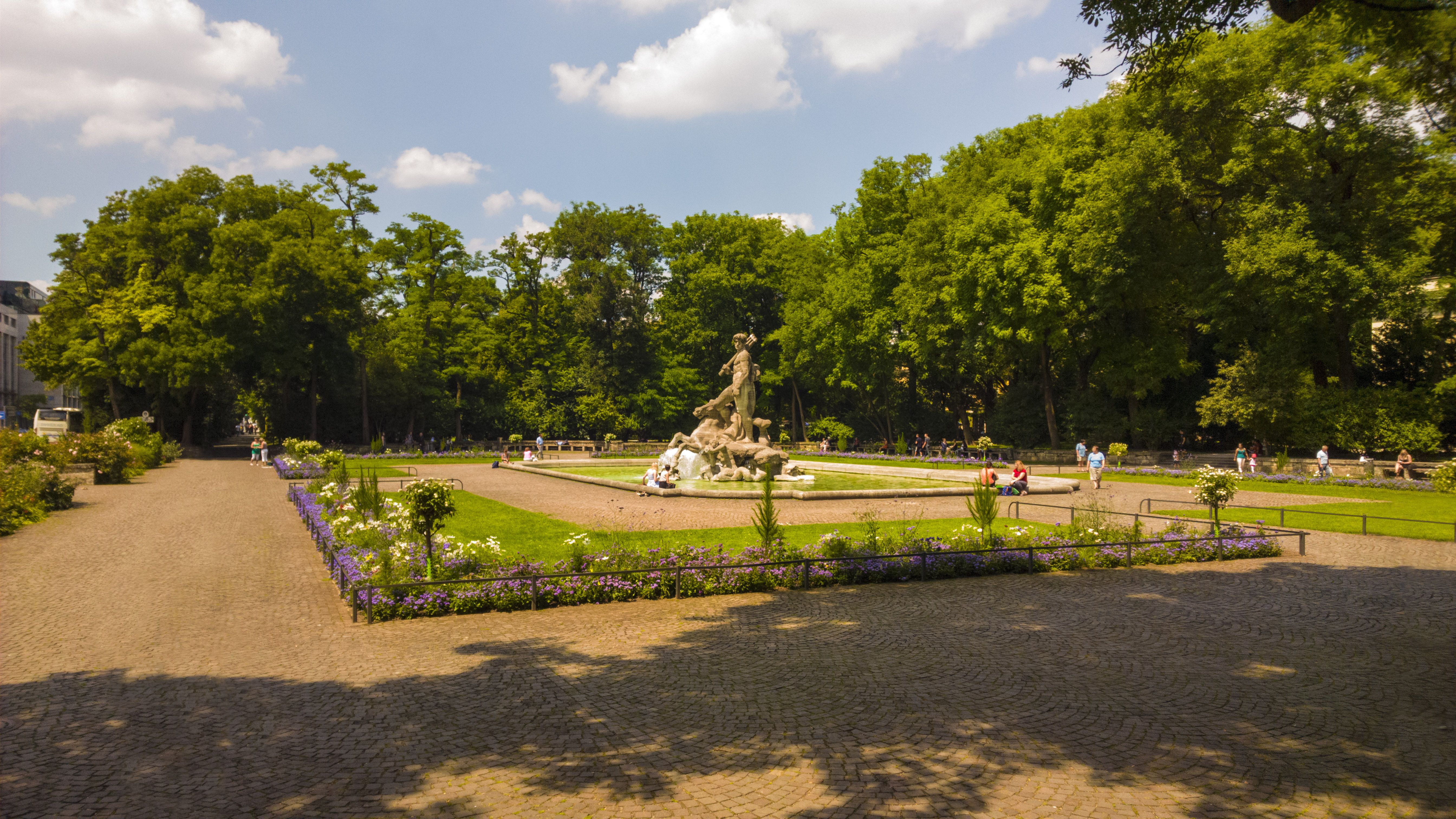
Alter Botanischer Garten
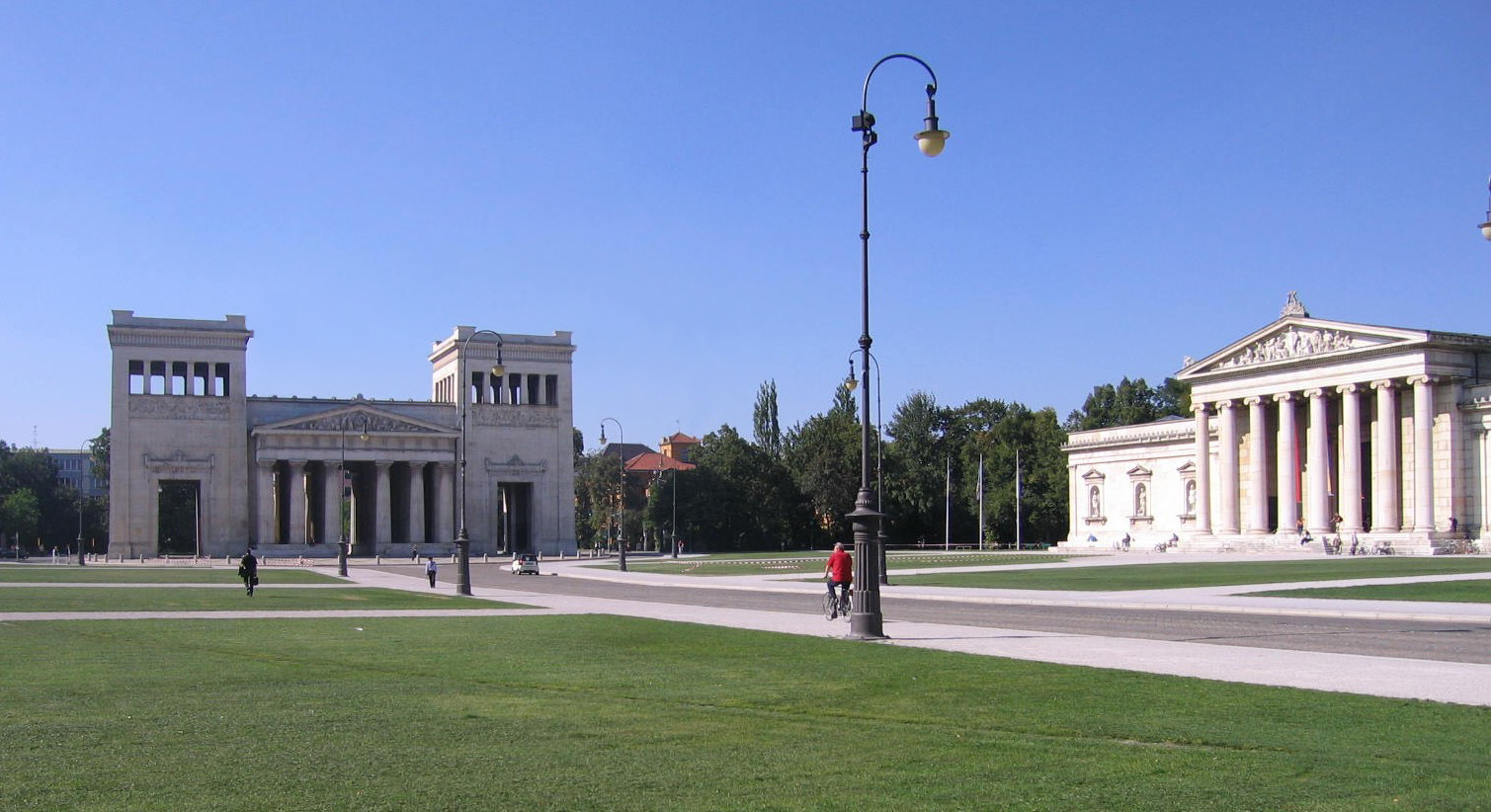
Königsplatz
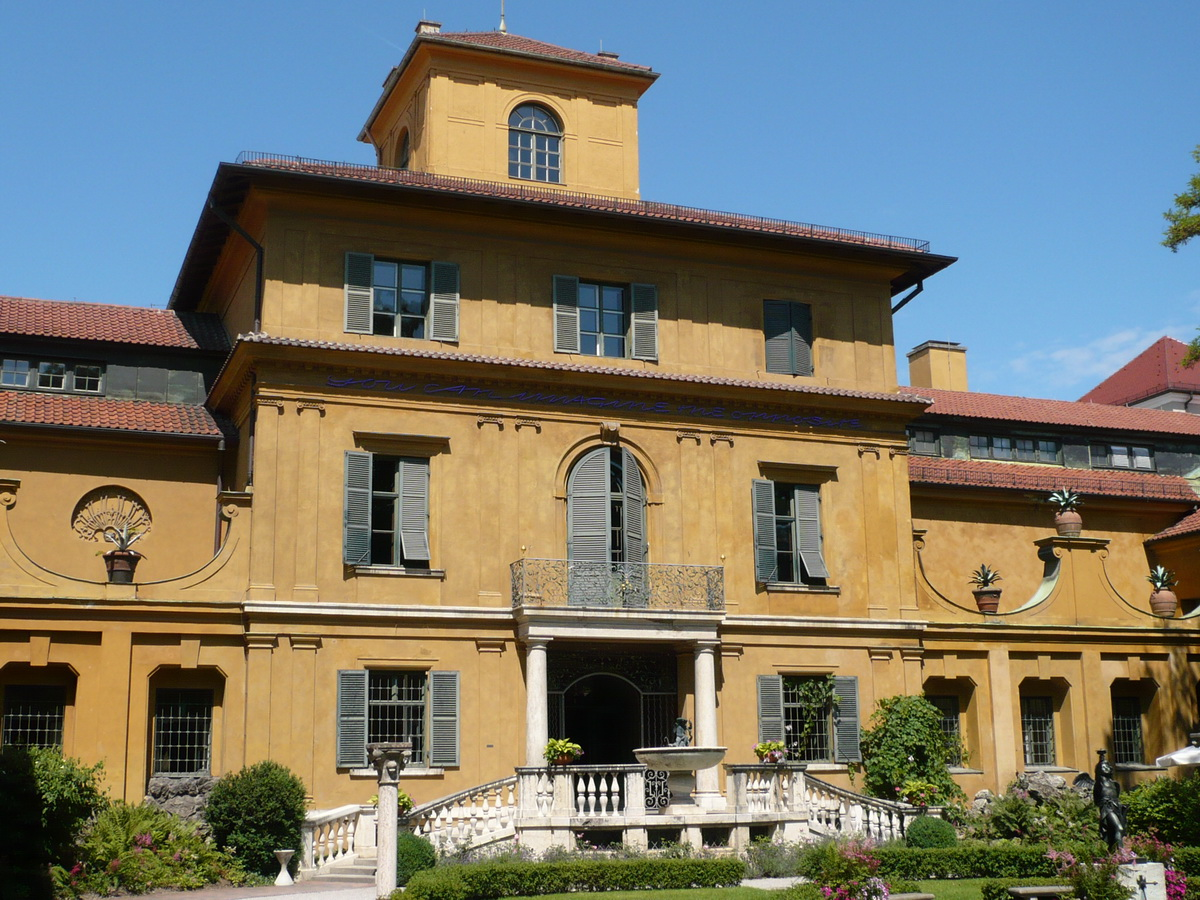
Lenbachhaus
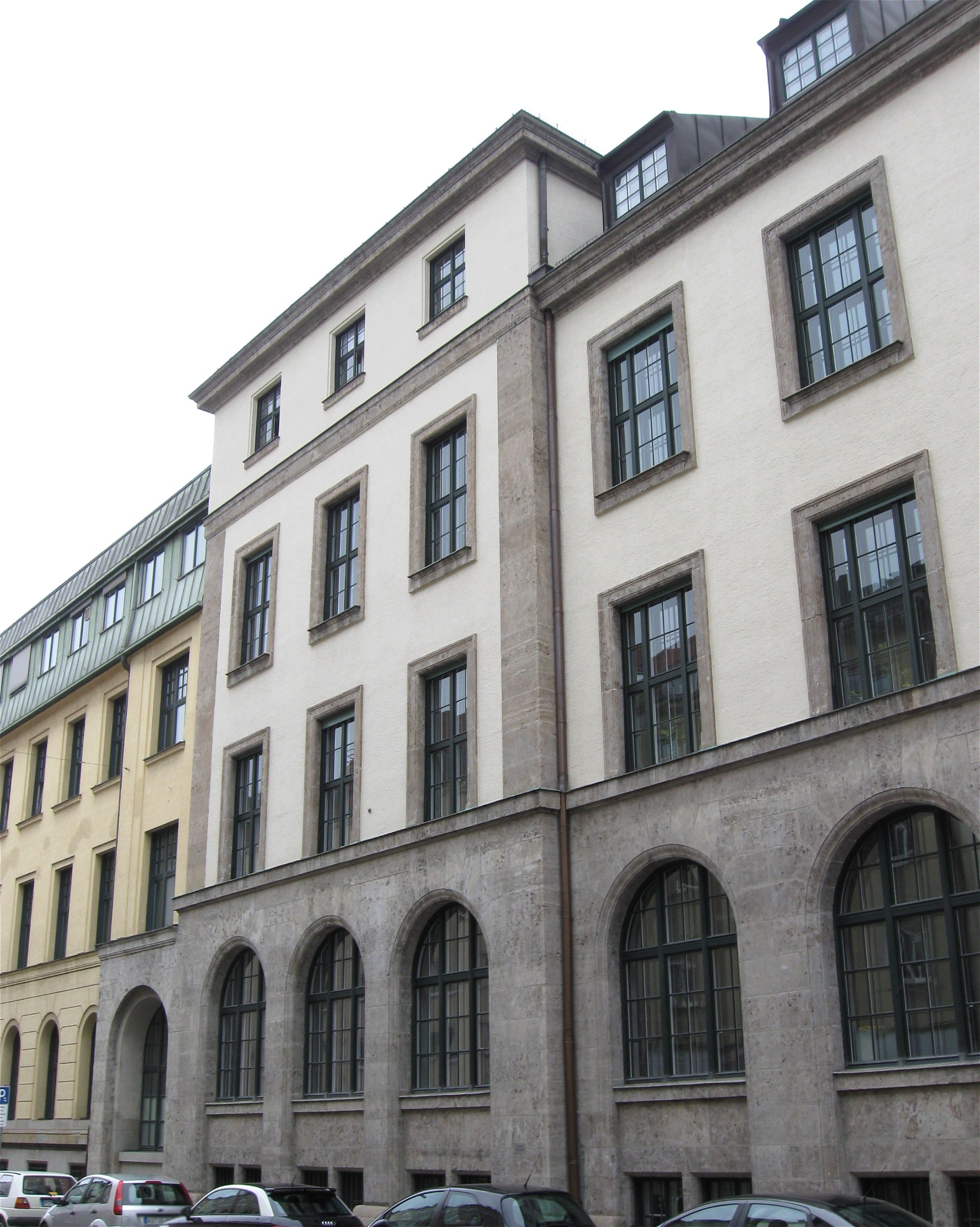
TU München
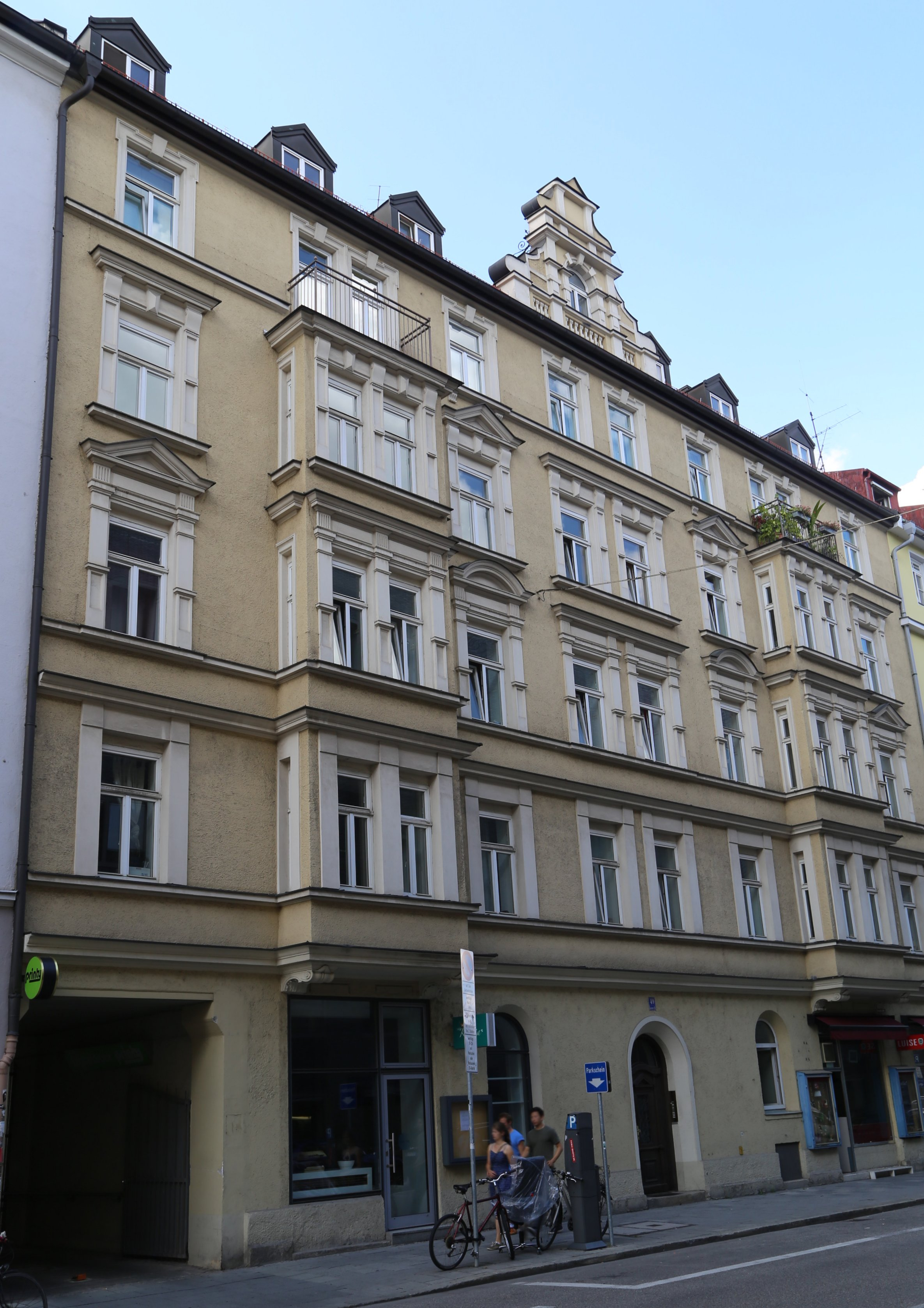
Luisenstr. 49
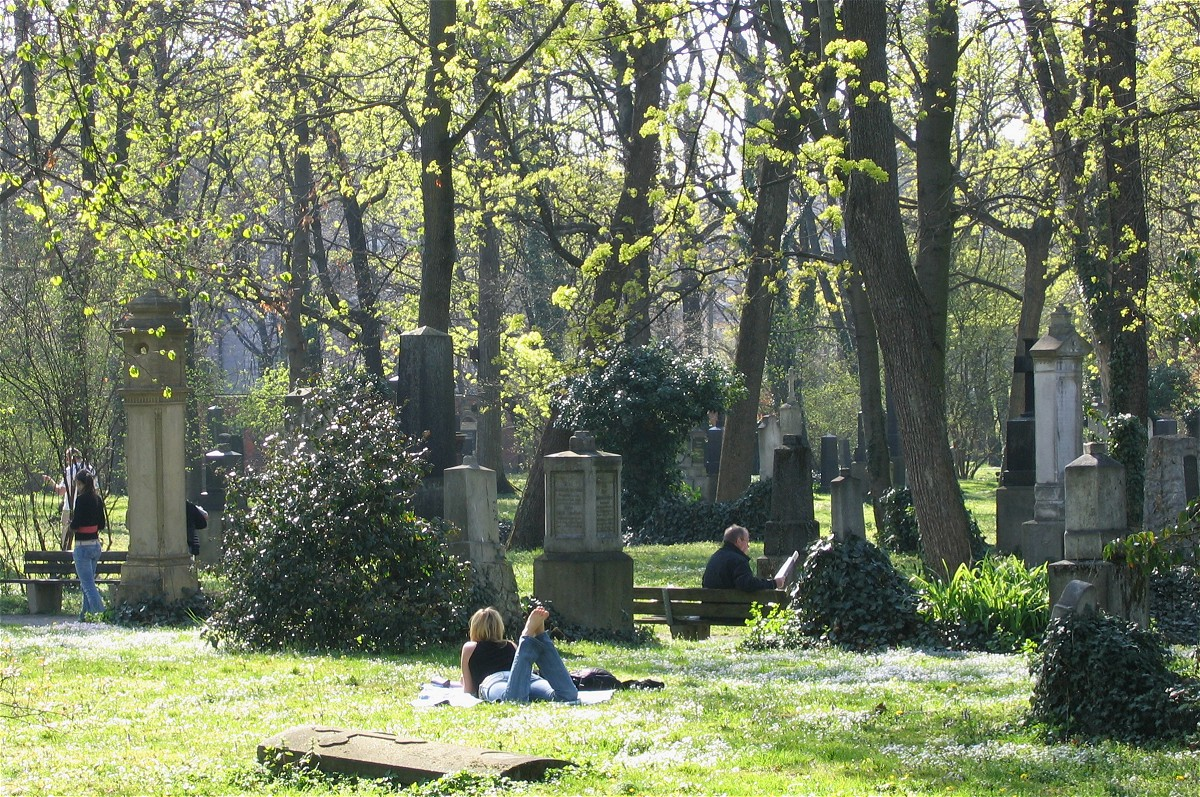
Alter Nordfriedhof

## Geschichte
Die Luisenstraße wurde 1812 nach der bayerischen Prinzessin Ludovika Wilhelmine von Bayern, Herzogin Luise, benannt und vormals Louisenstraße geschrieben. Sie gehört zu der in der ersten Hälfte des 19. Jahrhunderts nach einem geometrischen Schema schachbrettartig angelegten Maxvorstadt.